# Skorczyce
Skorczyce – wieś w Polsce, położona w województwie lubelskim, w powiecie kraśnickim, w gminie Urzędów.
Wieś szlachecka  położona była w drugiej połowie XVI wieku w powiecie urzędowskim województwa lubelskiego. W latach 1975–1998 miejscowość administracyjnie należała do ówczesnego województwa lubelskiego.
Wieś stanowi sołectwo gminy Urzędów.

## Części wsi
| SIMC    | Nazwa      | Rodzaj    |
| ------- | ---------- | --------- |
| 0392661 | Dziurdówka | część wsi |
| 0392678 | Sokołówka  | część wsi |

## Historia
Historia wsi sięga zapewne XIV wieku, bowiem Skorczyce notowane są już w roku 1405 jako Skorczicze or. w roku 1417 Scorczicz, 1418 Skorczin!, ale 1428 Scorczycze, wieś położona w odległości 4 km na wschód od Urzędowa. Historycznie wieś położona w powiecie urzędowskim parafii Popkowice.
Osadnictwo na terenie Skorczyc sięga wczesnego średniowiecza odkryto tu grodzisko wczesnośredniowieczne (A. Żaki, Archeologia Małopolski wczesnośredniowiecznej, Wrocław 1974. s.516).
W XV wieku wieś była własnością królewską i po części szlachecką. W roku 1405 król Władysław II Jagiełło włączył połowę wsi Skorczyce do miasta Urzędowa.
Dziedzicami po stronie szlacheckiej w XV wieku byli:
- 1409 - Jakusz, dziedzic ze Skorczyc.
- 1417–1428 -  szlachetny Janusz ze Skorczyc.
- 1428 - Jarosław ze Skorczyc.

Znani byli występujący w aktach ziemskich lubelskich kmiecie z tego okresu i tak:
w roku 1409 występuje Paweł, w 1417 kmieć imieniem Krzek, w 1418 Kazek, 1428 Grzegorz, zaś w roku 1434 Stanisław Podlaszek.
- w latach 1470–1480 dziedzicami byli Jakub i Zaklika Międzygórscy herbu Topór. Jak napisał Jan Długosz: był folwark na 12 łanach. Ten sam folwark w latach 1470–1480 obsadzony kmieciami, z którego dziesięcinę snopową plebanowi w Dzierzkowicach oddawano. Karczmy i zagrodnicy bez ról. (Jan Długosz Liber beneficiorum t.I s.342, t.II s.513). Jeszcze w 1529 roku dziesięcinę wartości 12 groszy płacono scholastykowi sandomierskiemu (Liber Retaxationum 400).

W roku 1531 odnotowano pobór z części Jakuba Skorczyckiego (czy wójta, nie wiadomo) z 1 łana bez kmieci, zaś w roku 1533 z części Stanisława Borzęckiego także z jednego łana bez kmieci.
II Wojna Światowa
W dniu 12 września 1943 roku r. Niemcy zamordowali 17 mężczyzn, mieszkańców Skorczyc i okolic. Dla upamiętnienia tej tragedii w 1945 roku z inicjatywy nauczycielki Heleny Bogusławskiej i druhów z Ochotniczej Straży Pożarnej w Skorczycach wybudowano kapliczkę. Portal kapliczki wykonał artysta rzeźbiarz Józef Rachwał.